# Orduña
Orduña in castigliano e Urduña in basco, è un comune spagnolo di 3 982 abitanti situato nella comunità autonoma dei Paesi Baschi. Si tratta di un'exclave, appartenente alla provincia di Biscaglia, situata tra le province di Burgos e Álava.
Si tratta di un paese, sorto al centro di una valle ai piedi della Sierra Salbada, con una certa vocazione turistica, per il pittoresco aspetto del borgo medievale, sorto intorno alla piazza del paese.
Vi ha sede tra l'altro un'opera dai Giuseppini del Murialdo.